# Gallabat
Gallabat est un village soudanais de l'état d'Al Qadarif. Il est situé à un poste-frontière avec l'Éthiopie. De l'autre côté de la frontière se trouve le village de Metemma.

## Historique
La ville forme un îlot de population dans le district d'Al Qadarif, fondé au XVIIIe siècle par une colonie de Takruri du Darfour, qui, trouvant l'endroit pratique comme lieu de repos pour les pèlerins se rendant à La Mecque et retour, obtint la permission de l'empereur d'Éthiopie d'en faire un établissement permanent.